# Mitromorpha azorensis
Mitromorpha azorensis é uma espécie de gastrópode do gênero Mitromorpha, pertencente a família Mitromorphidae.